# Drama City
Drama City (hangul: 드라마 시티; rr: Deurama Siti) foi uma série de televisão antológica transmitida pela Korea Broadcasting System (KBS), de 2000 a 2008.
Com episódios possuindo histórias diferentes a cada semana, seu elenco principal sempre mudava, bem como sua equipe técnica. A duração do programa era de, aproximadamente, uma hora.

## História
As origens do Drama City remontam ao ano de 1984, quando possuía na época o nome Drama Game. Ao conceberem o programa, adotaram o estilo de exibição de dramas curtos, com poucos episódios.
O programa Drama Game seria encerrado no ano de 1997, após 13 anos no ar. Uma nova atração semelhante a anterior, Drama City, foi lançada pela KBS no ano 2000.
Após Drama City ser encerrado em 2008, pela baixa audiência, a KBS transmite em 2010 o Drama Special, que segue com o mesmo modelo de seus antecessores.

## Episódios

### 2004
| Data                | Título             | Elenco                                                                |
| ------------------- | ------------------ | --------------------------------------------------------------------- |
| 25 de julho de 2004 | Anagram / 아나그램 | Kim Yoon-seok, Ahn Nae-sang, Chae Gook-hee, Koo Hye-sun, Lee Dae-yeon |
| 8 de agosto de 2004 | Deja-vu / 데자뷰   | Kim Heung-soo, Han Ji-min, Lee Byung-wook, Shin Goo                   |

### 2005
| Data                   | Título                                            | Elenco                                     |
| ---------------------- | ------------------------------------------------- | ------------------------------------------ |
| 2 de janeiro de 2005   | Oh! Sarah / 오!사라                               | Lee Min-ki e Seo Do-young                  |
| 9 de janeiro de 2005   | Memory / 메모리                                   | Han Ji-min, Park Joon-suk, Kim Hyun-sung   |
| 30 de julho de 2005    | All Together Cha Cha Cha / 다 함께 차차차         | Koo Hye-sun, Lee Pil-mo                    |
| 19 de novembro de 2005 | My Sweet Bloody Lover / 나의 달콤한 피투성이 연인 | Kim Ji-woo, Song Chang-eui                 |
| 26 de novembro de 2005 | Shi-eun & Su-ha / 시은&수하                       | Jeong Hoo, Greena Park, Kim Han, Yoo Ah-in |

### 2006
| Data         | Título                    | Elenco         |
| ------------ | ------------------------- | -------------- |
| 2006-maio-27 | Fog Street / 안개시정거리 | Kim Jeong-hoon |

### 2007
| Data                 | Título                             | Elenco                                                                                        |
| -------------------- | ---------------------------------- | --------------------------------------------------------------------------------------------- |
| 6 de outubro de 2007 | Hot-tempered Mi Sook / 쌈닭 미숙이 | Park Won-sang, Oh Yong, Jang Young-nam, Jung Won-joong, Jung Kyu-soo, Kim Sun-hwa, Lee Han-wi |